# Art Rooney Pace
Art Rooney Pace är ett passgångslopp för 3-åriga varmblodiga passgångshästar som körs varje år i under sommarmånaderna på Yonkers Raceway i New York i USA, förutom 2006, då loppet kördes på Monticello Raceway. Loppet har körts sedan 1989, och springs över distansen 1 mile (1 609 m).
Loppet körs till minne av Art Rooney (1901-1988), som ägde flera travbanor, inklusive Yonkers Raceway, plus laget Pittsburgh Steelers i National Football League.

## Rekord
Kusk med flest segrar
- 4 – John Campbell (1990, 1993, 1994, 1999)
- 4 – Brian Sears (2008, 2012, 2015, 2016)

Tränare med flest segrar
- 4 – William Robinson (1991, 1992, 1994, 1997)

Snabbaste segertid
- 1:51.0 – Pet Rock (2012)

## Segrare
| År   | Häst               | Kusk              | Tränare             | Tid               |
| ---- | ------------------ | ----------------- | ------------------- | ----------------- |
| 2019 | Bettor's Wish      | Dexter Dunn       | Chris Ryder         | 1:51.4            |
| 2018 | Trump Nation       | Jason Bartlett    | Chris Oakes         | 1:51.3            |
| 2017 | Downbytheseaside   | David Miller      | Brian Brown         | 1:52.0            |
| 2016 | Missile J          | Brian Sears       | Linda Toscano       | 1:53.0            |
| 2015 | In The Arsenal     | Brian Sears       | Kelvin Harrison     | 1:51.2            |
| 2014 | All Bets Off       | Matt Kakaley      | Ron Burke           | 1:52.2            |
| 2013 | Doctor Butch       | George Brennan    | Linda Toscano       | 1:51.2            |
| 2012 | Pet Rock           | Brian Sears       | Virgil Morgan, Jr.  | 1:51.0            |
| 2011 | See You At Peelers | Marcus Johansson  | Jimmy Takter        | 1:53.1            |
| 2010 | One More Laugh     | Tim Tetrick       | Ray Schnittker      | 1:53.3            |
| 2009 | If I Can Dream     | George Brennan    | Tracy Brainard      | 1:52.1            |
| 2008 | Badlands Nitro     | Brian Sears       | George Teague, Jr.  | 1:52.4            |
| 2007 | Southwind Lynx     | Tim Tetrick       | George Teague, Jr.  | 1:52.3            |
| 2006 | Gimmebackmybullets | Stephane Bouchard | Edward Hart         | 1:55.3            |
| 2005 | Inget lopp kördes  | Inget lopp kördes | Inget lopp kördes   | Inget lopp kördes |
| 2004 | Inget lopp kördes  | Inget lopp kördes | Inget lopp kördes   | Inget lopp kördes |
| 2003 | No Pan Intended    | David Miller      | Ivan Sugg           | 1:54.1            |
| 2002 | Ashlee's Big Guy   | David Miller      | Thomas Artandi      | 1:53.4            |
| 2001 | Fully Loaded       | Luc Ouellette     | Arthur McIlmurray   | 1:51.4            |
| 2000 | Gallo Blue Chip    | Daniel Dubé       | Mark Ford           | 1:52.4            |
| 1999 | Bolero Master      | John Campbell     | Jean-Laurier Drolet | 1:53.4            |
| 1998 | Shady Character    | Jim Morrill, Jr.  | Brett Pelling       | 1:53.3            |
| 1997 | Western Dreamer    | Michel Lachance   | William Robinson    | 1:53.2            |
| 1996 | Firm Belief        | Michel Lachance   | Gene Riegle         | 1:55.0            |
| 1995 | Village Connection | Paul MacDonell    | William Wellwood    | 1:55.0            |
| 1994 | Cam's Card Shark   | John Campbell     | William Robinson    | 1:52.4            |
| 1993 | Life Sign          | John Campbell     | Gene Riegle         | 1:52.1            |
| 1992 | Survivor Gold      | Jack Moiseyev     | William Robinson    | 1:53.3            |
| 1991 | Precious Bunny     | Jack Moiseyev     | William Robinson    | 1:53.4            |
| 1990 | Jake And Elwood    | John Campbell     | Ken Seeber          | 1:55.0            |
| 1989 | Kick Up A Storm    | Ron Waples        |                     | 1:56.1            |